# Gmina Stara Dąbrowa
Die Gmina Stara Dąbrowa (Gemeinde Alt Damerow) ist eine Landgemeinde in der Woiwodschaft Westpommern in Polen. Sie gehört zum Powiat Stargardzki (Stargarder Kreis). Der Verwaltungssitz befindet sich in Stara Dąbrowa (Alt Damerow). 

## Allgemeines

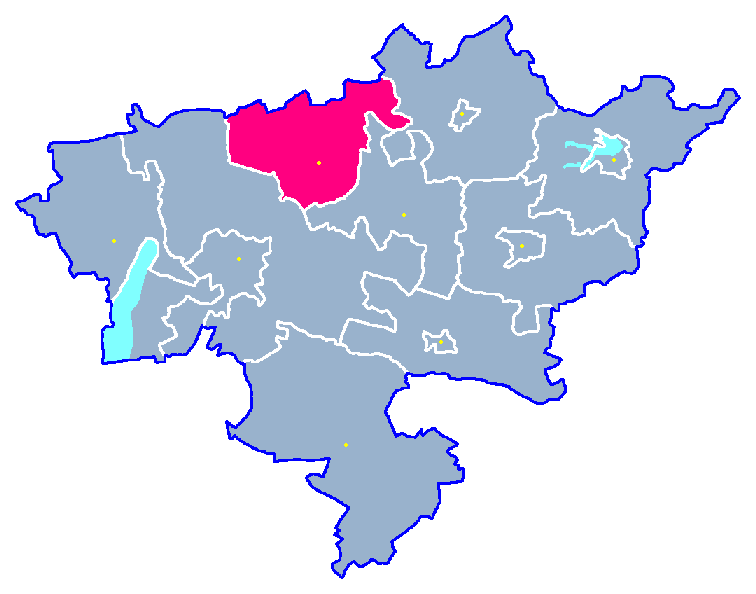
Die Lage der Gmina Stara Dąbrowa im Powiat Stargardzki

Die Gemeindefläche umfasst 112,59 km², was 7,4 % der Fläche des Powiat Stargardzki entspricht. Einwohnermäßig steht die Gmina mit 3570 Menschen an 102. Stelle der 114 Gemeinden der westpommerschen Woiwodschaft.
Im Osten ist der Flusslauf der Krąpiel (Krampehl) die natürliche Grenze der Gemeinde, im Südwesten begrenzt der Jezioro Grabowskie (Patschsee) ihr Gebiet. Von Norden nach Süden fließt der Biały Potok (Gehringsbach) durch die Gmina und mündet später in die Krąpiel.
Nachbargemeinden der Gmina Stara Dąbrowa sind:
- Chociwel (Freienwalde), Marianowo (Marienfließ) und Stargard (Stargard (Pommern)) im Powiat Stargardzki
- Maszewo (Massow) im Powiat Goleniowski (Kreis Gollnow).

Postalisch hat die Gemeinde die einheitliche Postleitzahl 73-112.

## Gemeindegliederung
Zur Gmina Stara Dąbrowa gehören 13 Ortsteile (Schulzenämter), denen weitere Ortschaften zugeordnet sind:
Ortsteile:
| - Białuń (Müggenhall) - Chlebówko (Sassenhagen) - Chlebowo (Sassenburg) - Kicko (Kietzig) - Krzywnica (Uchtenhagen) - Łęczyca (Lenz) - Łęczyna (Lenz-Borkenstein) | - Nowa Dąbrowa (Neu Damerow) - Parlino (Parlin) - Stara Dąbrowa (Alt Damerow) - Storkówko (Storkow) - Tolcz (Tolz) - Załęcze (Lenz D) |

Übrige Ortschaften: Łęczówka (Lenz B), Moskorze (Lenz-Ilsenhof), Rokicie (Neumühl), Rosowo (Rossow) und Wiry (Vieren).

## Verkehr

### Straßen
Das Gebiet der Gmina Stara Dąbrowa wird von zwei Woiwodschaftsstraßen erschlossen, die in Łęczyca (Lenz) einander kreuzen:
- Die Woiwodschaftsstraße 106 in Nord-Süd-Richtung: Rzewnowo (Revenow) bei Kamień Pomorski (Cammin) – Nowogard (Naugard) – Maszewo (Massow) – Stargard (Stargard (Pommern)) (der Abschnitt Naugard–Stargard führt über die Trasse der ehemaligen Reichsstraße 163), und
- die Woiwodschaftsstraße 142 in West-Ost-Richtung: Rzęśnia (Hornskrug)/Autobahn 6 – Lisowo (Voßberg) (Teilstück der ehemaligen und nur bis Voßberg gebauten Reichsautobahn Berlin–Königsberg).

Im Übrigen werden die Gemeindeteile durch Nebenstraße. und Landwege miteinander verbunden.

### Schienen
Heute gibt es im Gebiet der Gmina Stara Dąbrowa keinen Bahnanschluss mehr. Die nächste Bahnstation ist  Lisowo   an der Bahnstrecke Stargard Szczeciński–Gdańsk und  ist acht Kilometer entfernt.
Bis zum Jahre 2001 bestand eine Bahnstrecke zwischen Stargard (Stargard (Pommern)) und Dobra (Daber), die 1895 erbaut worden war und bis 1945 von den Saatziger Kleinbahnen, danach von der Polnischen Staatsbahn betrieben wurde. An dieser Strecke lagen sechs Orte der heutigen Gmina Stara Dąbrowa: Storkówko (Storkow), Łęczyca (Lenz), Stara Dąbrowa (Alt Damerow), Białun (Müggenhall), Chlebówko (Sassenhagen) und Chlebowo (Sassenburg).
Im selben Baujahr entstand eine Bahnstrecke, die in Alt Damerow abzweigte und über Trampke (heute polnisch: Trąbki), Nörenberg (Ińsko) bis nach Dramburg (Drawsko Pomorskie) führte. Sie durchfuhr zwei Ortschaften der heutigen Gemeinde: Nowa Dąbrowa (Neu Damerow) und Krzywnica (Uchtenhagen) und wurde bis 1996 betrieben.